# Dicranodromia alphonsei
Dicranodromia alphonsei is een krabbensoort uit de familie van de Homolodromiidae. De wetenschappelijke naam van de soort is voor het eerst geldig gepubliceerd in 1995 door Martin & Guinot, in Guinot.